# Vaudreville
Vaudreville is een gemeente in het Franse departement Manche (regio Normandië) en telt 81 inwoners (2009). De plaats maakt deel uit van het arrondissement Cherbourg-Octeville.

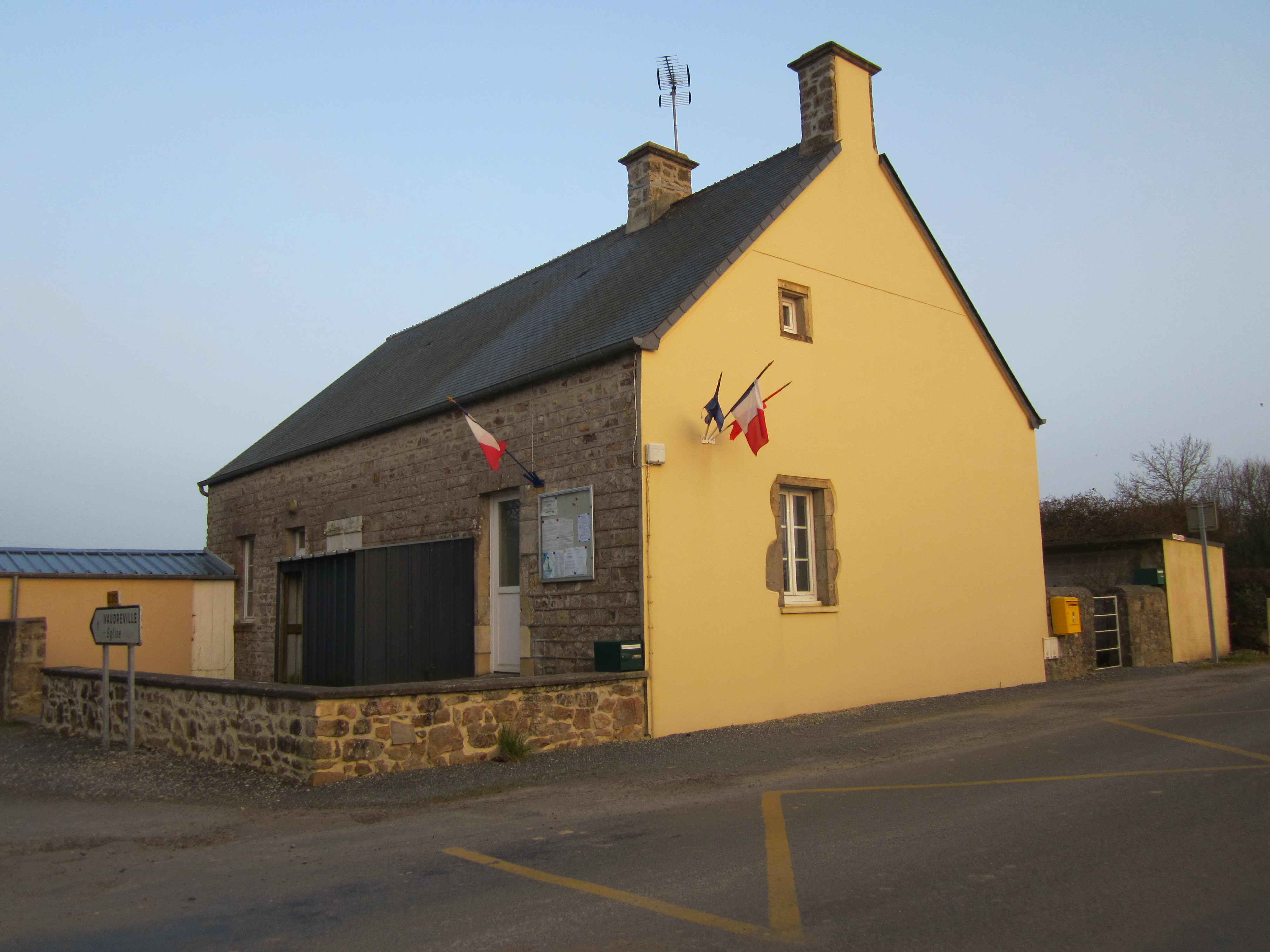
Gemeentehuis
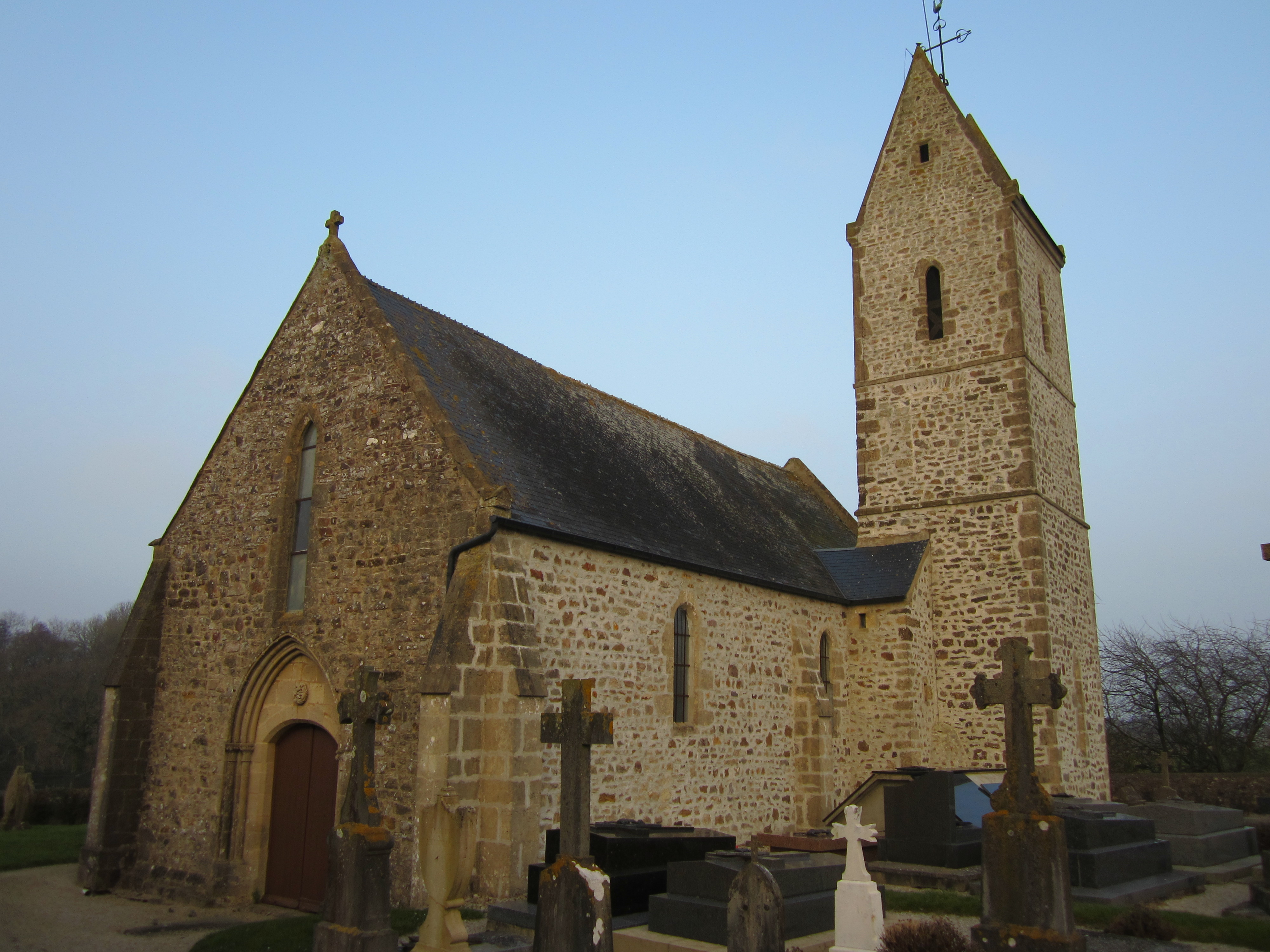
Kerk van Vaudreville

## Geografie
De oppervlakte van Vaudreville bedraagt 3,1 km², de bevolkingsdichtheid is dus 26,1 inwoners per km².
De onderstaande kaart toont de ligging van Vaudreville met de belangrijkste infrastructuur en aangrenzende gemeenten.

## Demografie
Onderstaande figuur toont het verloop van het inwonertal (bron: INSEE-tellingen).

1. ↑  Populations de référence 2022.